# Corrado Fabi
Corrado Fabi (Milánó, 1961. április 12.) olasz autóversenyző, az 1982-es európai Formula–2-es bajnokság győztese. Bátyja, Teo Fabi szintén sikeres autóversenyző.

## Pályafutása
1981-ben és 1982-ben az európai Formula–2-es bajnokságon szerepelt. Első évében egy, majd a 82-es szezonban öt futamgyőzelmet szerzett, és megnyerte a bajnokságot. Corrado mindössze egy pontos előnyben szerezte meg a bajnoki címet a venezuelai Johnny Cecotto előtt.
1983-ban az Osella-istálló versenyzője volt a Formula–1-es világbajnokságon. A szezon összes versenyén részt vett, azonban több alkalommal nem tudta magát kvalifikálni a futamokra. Kétszer ért célba; az osztrák nagydíjon tizedik, majd a holland viadalon tizenegyedik lett. A következő szezonban három futamon helyettesítette bátyját, Teo-t a Brabhamnél. Egyedül a dallasi futamon ért célba, ahol hetedik lett.
1984-ben az amerikai CART-széria több versenyén is rajthoz állt. Tizenegy pontot gyűjtött, mellyel huszonnyolcadikként zárt a pontversenyben.

## Eredményei
Teljes eredménylistája az európai Formula–2-es bajnokságon
(Táblázat értelmezése)

(Félkövér: pole-pozícióból indult; dőlt: leggyorsabb kört futott) 

| Év   | Csapat            | Modell | Motor | 1      | 2      | 3      | 4     | 5     | 6     | 7      | 8      | 9     | 10    | 11     | 12     | 13    | Helyezés | Pont |
| ---- | ----------------- | ------ | ----- | ------ | ------ | ------ | ----- | ----- | ----- | ------ | ------ | ----- | ----- | ------ | ------ | ----- | -------- | ---- |
| 1981 | March Engineering | March  | BMW   | SIL 3  | HOC Ki | THR Ki | NÜR 3 | VAL 4 | MUG 1 | PAU Ki | PER Ki | SPA 4 | DON 2 | MIS Ki | MAN 7  |       | 5.       | 29   |
| 1982 | March Engineering | March  | BMW   | SIL Ki | HOC 3  | THR Ki | NÜR 2 | MUG 1 | VAL 1 | PAU Ki | SPA 5  | HOC 1 | DON 1 | MAN Ki | PER Ki | MIS 1 | 1.       | 57   |

Teljes Formula–1-es eredménylistája
(Táblázat értelmezése)

(Félkövér: pole-pozícióból indult; dőlt: leggyorsabb kört futott) 

| Év   | Csapat               | Modell       | Motor          | 1      | 2      | 3      | 4      | 5      | 6      | 7      | 8      | 9      | 10     | 11     | 12     | 13     | 14     | 15     | 16  | Helyezés | Pont |
| ---- | -------------------- | ------------ | -------------- | ------ | ------ | ------ | ------ | ------ | ------ | ------ | ------ | ------ | ------ | ------ | ------ | ------ | ------ | ------ | --- | -------- | ---- |
| 1983 | Osella Squadra Corse | Osella FA1D  | Ford V8        | BRA Ki | USW Nk | FRA Ki | SMR Ki | MON Nk | BEL Ki | DET Nk | CAN Ki |        |        |        |        |        |        |        |     | -        | 0    |
| 1983 | Osella Squadra Corse | Osella FA1E  | Alfa Romeo V12 |        |        |        |        |        |        |        |        | GBR Nk | GER Nk | AUT 10 | NED 11 | ITA Ki | EUR Nk | RSA Ki |     | -        | 0    |
| 1984 | MRD International    | Brabham BT53 | BMW Str-4 t/c  | BRA    | RSA    | BEL    | SMR    | FRA    | MON Ki | CAN Ki | DET    | DAL 7  | GBR    | GER    | AUT    | NED    | ITA    | EUR    | POR | -        | 0    |

Teljes CART-eredménylistája
(Táblázat értelmezése)

(Félkövér: pole-pozícióból indult; dőlt: leggyorsabb kört futott) 

| Év   | Csapat   | 1   | 2    | 3   | 4   | 5   | 6   | 7   | 8    | 9   | 10  | 11     | 12     | 13   | 14     | 15 | 16     | Helyezés | Pont |
| ---- | -------- | --- | ---- | --- | --- | --- | --- | --- | ---- | --- | --- | ------ | ------ | ---- | ------ | -- | ------ | -------- | ---- |
| 1984 | Forsythe | LBH | PHX1 | IND | MIL | POR | MEA | CLE | MIS1 | ROA | POC | MDO Ki | SAN 10 | MIS2 | PHX2 6 | LS | LVG Ki | 28.      | 11   |

Teljes eredménylistája a nemzetközi Formula–3000-es sorozaton
(Táblázat értelmezése)

(Félkövér: pole-pozícióból indult; dőlt: leggyorsabb kört futott) 

| Év   | Csapat       | 1   | 2   | 3   | 4   | 5      | 6      | 7   | 8   | 9   | 10     | 11  | Helyezés | Pont |
| ---- | ------------ | --- | --- | --- | --- | ------ | ------ | --- | --- | --- | ------ | --- | -------- | ---- |
| 1987 | Genoa Racing | SIL | VAL | SPA | PAU | DON Ki | PER Nk | BRH | BIR | IMO | BUG Nk | JAR | -        | 0    |